# Solenopsis aurea
Solenopsis aurea es una especie de hormiga del género Solenopsis, subfamilia Myrmicinae.
Es agresiva cuando sus nidos son atacados. Hace nidos en el suelo, bajo rocas. Se encuentra en lugares desérticos del sudoeste de Estados Unidos y México.